# اسید بخور
«اسید بخور» (به انگلیسی: Eat the Acid) ترانه‌ای از از خواننده-ترانه‌پرداز آمریکایی کشا می‌باشد که در پنجمین آلبوم استودیویی وی تحت عنوان دستور سکوت (۲۰۲۳) قرار دارد و به‌عنوان تک‌آهنگ اصلی آلبوم همراه‌با «خط باریک» به‌عنوان دو ای ساید قبل از انتشار کامل دستور سکوت در ۱۹ مهٔ سال ۲۰۲۳، در ۲۸ آوریل سال ۲۰۲۳ منتشر گردید.

## پشت صحنه
پس از رسیدن کشا به بیداری معنوی طی دنیاگیری کروناویروس «اسید بخور» اولین ترانه‌ای بود که برای آلبوم نوشته شد و نام ترانه به توصیهٔ مادرش که به او گفته بود اسید مصرف نکند زیرا «چیزهای زیادی» خواهد دید و فهمید اشاره دارد؛ متن ترانه نیز درمورد توصیهٔ مادر کشا که می‌گفت او نباید ال‌اس‌دی مصرف کند تا چیزی که خودش تجربه کرد را تجربه نکند، حتی با اینکه (وی در مصاحبه‌ای با نمایش زک سانگ اظهار داشت که) یک‌بار این کار را انجام داد، می‌باشد.